# Harsu (naturreservat)
Harsu är ett naturreservat i Pajala kommun i Norrbottens län.
Området är naturskyddat sedan 2014 och är 6,2 kvadratkilometer stort. Reservatet omfattar större delen av berget Harsu och våtmarker öster och väster om berget. Reservatet består av barrblandsskog och gransumpskog.